# Liste der Monuments historiques in Beuveille
Die Liste der Monuments historiques in Beuveille führt die Monuments historiques in der französischen Gemeinde Beuveille auf.

## Liste der Objekte
| Bezeichnung                 | Beschreibung                                                    | Standort                     | Kennzeichnung | Schutzstatus | Datum | Bild |
| --------------------------- | --------------------------------------------------------------- | ---------------------------- | ------------- | ------------ | ----- | ---- |
| Skulptur Heiliger Eligius   | Holz, farbig gefasst, 18. Jahrhundert                           | in der Kirche St-Rémy (Lage) | PM54000065    | Classé       | 1960  |      |
| Skulptur heiliger Nikolaus  | Holz, farbig gefasst und vergoldet, Ende des 17. Jahrhunderts   | in der Kirche St-Rémy (Lage) | PM54001409    | Inscrit      | 2002  |      |
| Prozessionskreuz            | Messing, versilbert, Bronze, 14. Jahrhundert                    | in der Kirche St-Rémy (Lage) | PM54001108    | Classé       | 1995  |      |
| Skulptur Heilige Regina     | Eichenholz, farbig gefasst, 18. Jahrhundert                     | in der Kirche St-Rémy (Lage) | PM54001410    | Inscrit      | 2002  |      |
| Skulptur eines Schutzengels | Eichenholz, farbig gefasst und vergoldet, 1715                  | in der Kirche St-Rémy (Lage) | PM54001407    | Inscrit      | 1977  |      |
| Gemälde Christus am Ölberg  | Ölfarbe auf Holz, 18. Jahrhundert                               | in der Kirche St-Rémy (Lage) | PM54001408    | Inscrit      | 2002  |      |
| Kruzifix                    | Holz, farbig gefasst und vergoldet, 16. Jahrhundert             | in der Kirche St-Rémy (Lage) | PM54001107    | Classé       | 1995  |      |
| Hauptaltar                  | Holz, farbig gefasst und vergoldet, Anfang des 18. Jahrhunderts | in der Kirche St-Rémy (Lage) | PM54000063    | Classé       | 1960  |      |
| Skulptur Heiliger Remigius  | Holz, farbig gefasst, Mitte des 18. Jahrhunderts                | in der Kirche St-Rémy (Lage) | PM54000064    | Classé       | 1960  |      |